# Art of Creation
Az Art of Creation egy hardstyle-zenei kiadó, melyet 2018-ban alapított két a hardstyle műfajában alkotó producer Headhunterz és Wildstylez. 

## Művészek
- Aftershock
- Headhunterz
- Noisecontrollers
- Sephyx
- Wildstylez
- Project One - (Headhunterz & Wildstylez)